# Détective Philippe Lovecraft
Pour plus de détails, voir Fiche technique et Distribution.
Détective Philip Lovecraft (Cast a Deadly Spell) est un téléfilm américain réalisé par Martin Campbell, diffusé en 1991.

## Synopsis
Dans les années 1940, dans un univers où la magie est réelle, les monstres et autres bêtes côtoient les humains. Des zombies aussi sont présents, et sont utilisés comme main d'œuvre corvéable à merci. Par ailleurs, de nombreux progrès technologiques qui ne devraient pas exister dans les années 1940 existent dans ce monde, notamment en termes de voitures, téléphones et ordinateurs. Philip Lovecraft est un détective qui, pour des raisons personnelles, se refuse à utiliser la magie. Il est engagé par un mystérieux homme riche pour retrouver un livre ancien, le Necronomicon, qu'on lui a dérobé.

## Fiche technique
genre : policier

## Distribution
- Fred Ward (VF : Jean Barney) : le détective Harry Philip Lovecraft
- Julianne Moore (VF : Michèle Buzynski) : Connie Stone
- Alexandra Powers (VF : Virginie Ledieu) : Olivia Hackshaw
- David Warner (VF : Michel Paulin) : Amos Hackshaw
- Clancy Brown (VF : Igor De Savitch) : Harry Bordon
- Arnetia Walker (VF : Denise Metmer) : Hypolite Kropotkin
- Raymond O'Connor : Tugwell
- Charles Hallahan (VF : Georges Berthomieu) : Le détective Morris Bradbury
- Peter Allas (VF : Patrick Borg) : Le détective Otto Grimaldi
- Lee Tergesen (VF : Michel Dodane) : Larry Willis / Lilly Sirwar
- Ken Thorley (VF : Michel Tugot-Doris) : Mickey Locksteader
- David Downing (VF : Mostéfa Stiti) : Thadius Pilgrim
- Ritch Brinkley (VF : Michel Vocoret) : Le patron du 'Owl Wagon'

## Distinctions

### Récompenses
- Primetime Emmy Award 1992 : Meilleures musiques et paroles

### Nominations
- Primetime Emmy Award 1992 : Meilleur montage sonore pour une minisérie, un téléfilm ou un programme spécial
- Saturn Award 1992 : Saturn Award de la meilleure série
- CableACE Awards 1993 : Meilleure musique

## Suite
Une quasi-suite, Chasseur de sorcières (Witch Hunt), a été faite en 1994.

## Hommage àH. P. Lovecraft
Ce téléfilm est un hommage à l'écrivain H. P. Lovecraft, même s'il n'est pas basé particulièrement sur l'un de ses récits. Il reprend toutefois nombre d'éléments constitutifs du mythe de Cthulhu et des références fréquentes sont faites à Dunwich, au Necronomicon, à Cthulhu, Yog-Sothoth et aux Grands Anciens. Le nom du personnage principal Philip Lovecraft est aussi une référence évidente. Un autre personnage, le détective Morris Bradbury, est une référence à un autre écrivain de science-fiction, Ray Bradbury.